# Pākehā

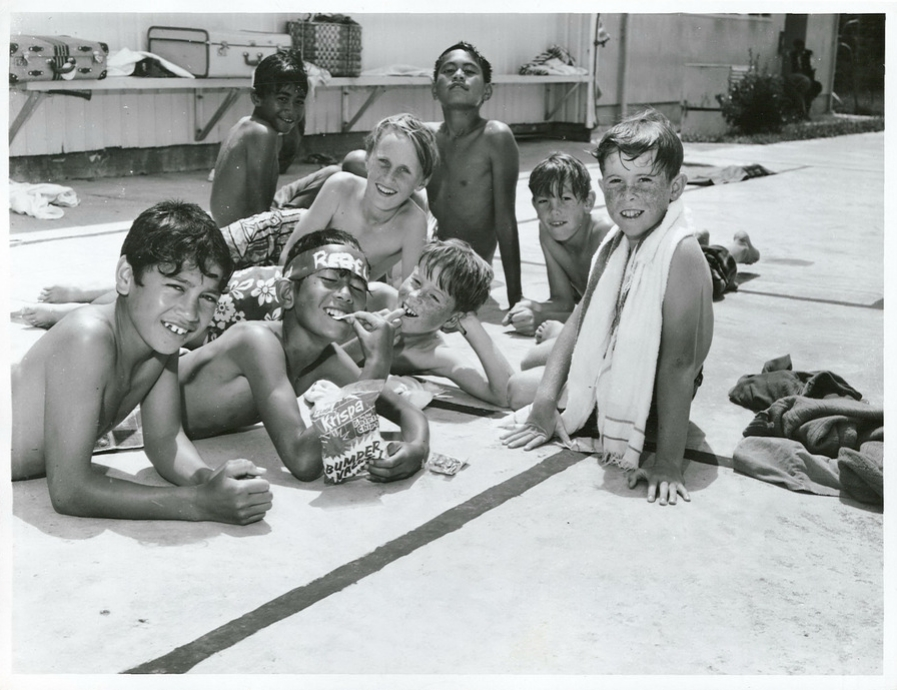
Bambini Māori e Pākehā in una piscina ad Auckland/Tāmaki-makau-rau (1970)

Pākehā (/paːkɛˈhaː/) è un termine in lingua māori per indicare i neozelandesi di origine europea. Il termine è evoluto nell'indicare anche sia persone di carnagione chiara, sia qualsiasi neozelandese non maori. Il concetto di "discendente europeo" o in generale "non polinesiano" è espresso similarmente anche in altre lingue polinesiane, come ad esempio: Papaʻa in māori delle Isole Cook, Papā nella variante di Pukapuka, Popaʻā a Tahiti, Pāke‘o a Rapa Nui, Haole alle Hawaii, Pālagi a Samoa e Pālangi a Tonga.

## Etimologia
L'etimologia del termine  pākehā  è ignota, sebbene l'origine più probabile è una derivazione dalle parole pākehakeha  o turehu, che si riferiscono a un racconto mitologico trasmesso oralmente riguardo ad "un esseri umani mitici, con pelle e capelli chiari e che possedevano canoe fatte di canne che si trasformarono magicamente in velieri". Quando gli europei arrivarono per la prima volta, remarono a riva su barche lunghe, rivolti all'indietro. Nelle tradizionali canoe māori dette waka, i canoisti remano rivolti verso l'avanti. Questo evento potrebbe aver portato alla convinzione che i marinai fossero esseri soprannaturali.
Nel suo libro The Trial of the Cannibal Dog: The Remarkable Story of Captain Encounters in the South Sea, l'antropologa Anne Salmond ha registrato tradizioni tribali a proposito di Toiroa, un tohunga di Mahia, che aveva predetto l'arrivo degli europei; Toiroa avrebbe detto: "Ko te pakerewha", frase che indica stranieri bianchi e rossi.
Ci sono state diverse interpretazioni dubbie date al termine. Potrebbe derivare da poaka, la parola māori per "maiale" e da keha, una delle parole māori per "pulce", con un senso dispregiativo. Talvolta viene anche affermato che pākehā significa "maiale bianco" o "straniero bianco indesiderato". Tuttavia, niente indica realmente un riferimento a  "maiale", "bianco", "non gradito" o "straniero".

## Atteggiamenti nei confronti del termine
I neozelandesi di origine europea variano nel comportamento della parola pākehā  quando rivolta a loro stessi. Alcuni la abbracciano come segno della loro connessione con la Nuova Zelanda, in contrasto con l'identità europea dei loro antenati. Altri si oppongono all'uso della parola, sostenendo che è dispregiativo o che suggerisce l'estraneità della persona alla culture neozelandese. Alcuni credono che essere etichettati "pākehā" compromette il loro status e i loro legami con la Nuova Zelanda. Nel censimento del 1986, oltre 36 000 intervistati hanno preferito non scegliere fra le etnie proposte, tra cui era presente "Pākehā", scrivendo come etnia "Neozelandese" o ignorando completamente la domanda. Nel censimento del 1996 la parola è stata sostituita con "Neozelandese di origine europea o Pākehā", ma è stata sostituita successivamente da "Neozelandese di origine europea" perché scatenò "una significativa reazione avversa da parte di alcuni intervistati". Il sociologo Paul Spoonley ha criticato la nuova versione, affermando tuttavia che molti Pākehā  non si identificherebbe come europei.
Il termine "pākehā" a volte viene anche usato tra i neozelandesi di origine europea per differenziare dal termine tauiwi  ("straniero"), come un modo di enfatizzare le loro rivendicazioni di appartenenza al territorio neozelandese in contrasto con gli arrivi più recenti. Il termine colloquiale "Kiwi" indica generalmente gli abitanti della Nuova Zelanda.

## Storia
Il momento in cui i coloni europei in Nuova Zelanda divennero pākehā  — o neozelandesi — è soggettivo.
I primi coloni europei arrivarono in Nuova Zelanda all'inizio del XIX secolo; la maggior parte erano missionari, commercianti o avventurieri che non prevedevano di rimanere permanentemente nell'isola. A partire dal 1840, in seguito alla firma del Trattato di Waitangi che sanciva la sovranità della Corona del Regno Unito sulla Nuova Zelanda, un gran numero di europei emigrò nel paese, intenzionato a stabilirvisi permanentemente. La maggior parte di questi coloni proveniva dalla Gran Bretagna, con una grandissima maggioranza dalla Scozia. Vi erano anche numerosi coloni dall'Irlanda e dall'Europa settentrionale e centrale.
Alla fine del XIX secolo, ci fu un movimento nazionalista che rivendicava una cultura neozelandese separata da quella europea, con molti Pākehā che si rivendicavano culturalmente diversi dalle persone che vivevano in Gran Bretagna. Tuttavia, erano ancora vivi forti legami con la "madrepatria" (il Regno Unito, in particolare l'Inghilterra), che furono mantenuti per tutto il XX secolo. In qualche momento alla metà del XX secolo, la maggior parte dei Pākehā si considerava sia britannica che neozelandese. Molti Pākehā emigrarono in Gran Bretagna per proseguire gli studi e la carriera, poiché ciò non era possibile in Nuova Zelanda. Espatriati pākehā noti di questo periodo comprendono la scrittrice Katherine Mansfield e il fisico Ernest Rutherford.
I legami con la Gran Bretagna vennero drasticamente indeboliti nei decenni successivi alla seconda guerra mondiale. Nel 1973, la Gran Bretagna si unì alla Comunità economica europea, tagliando la Nuova Zelanda dal libero scambio con il suo mercato più importante; lasciando crescere un sentimento di tradimento e abbandono da parte dei Pākehā. Nel frattempo, la difesa Māori della loro cultura si sviluppava e acquisiva sostegno da parte della popolazione. La rinascita culturale dei Māori sottolineò l'assenza di una cultura specifica ai pākehā, tanto che dagli anni '70 numerosi scrittori e artisti pākehā iniziarono a esplorare la questione dell'identità e della cultura pākehā. Fu a questo punto che la parola "Pākehā" divenne popolare, sebbene con un senso controverso.

## Identità culturale
In generale, i Pākehā  continuano a sviluppare un'identità distinta e complementare a quella ereditata dalle origini britanniche e quelle degli altri paesi d'immigrazione anglofoni, come l'Australia, gli Stati Uniti, il Canada e l'Irlanda, nonché dalla cultura Māori.
La cultura pākehā contemporanea è un insieme di pratiche culturali britannico-europee con alcune influenze māori e polinesiane e, più recentemente, altri input culturali più ampi, in particolare da culture cinesi e altre culture dell'Estremo Oriente.
Il cristianesimo in Nuova Zelanda, nonostante le sue origini estere, è stato anche modellato dai Māori attraverso movimenti autoctoni come la Chiesa di Rātana e la Chiesa del Destino, nonché dal loro coinvolgimento in chiese di origine europea, come la Chiesa anglicana. L'identità Pākehā viene identificata con il kitsch neozelandese e simboli veicolati dal marketing, anche se potrebbero essere più appropriatamente chiamati Kiwiana, dato che si tratta di riflessi culturali appartenenti all'intero immaginario collettivo neozelandese.
Michael King, uno dei principali scrittori e storici dell'identità pākehā, ha discusso il concetto delle peculiari pratiche di questa comunità nei suoi libri: Being Pākehā (1985) e Being Pākehā Now (1999), e la raccolta da lui curata: Pakeha: The Quest for Identity in New Zealand (1991), concettualizzano i Pākehā  come la "seconda cultura indigena" della Nuova Zelanda. Al contrario di King, lo storico dell'arte Māori Jonathan Mane-Wheoki non vede i pākehā come una cultura autonoma, ma come un movimento che tende ad annullare l'eredità culturale preesistente, qualunque essa sia. Mane-Wheoki descrive i Pākehā come "persone che si definiscono in base a quello che non sono. Che vogliono dimenticare le loro origini straniere, la loro storia, la loro eredità culturale — che vogliono che anche Māori neghino le loro origini in modo che tutti possano ricominciare da zero".